# Bompas (Ariège)
Bompas ist eine französische Gemeinde mit 200 Einwohnern (Stand 1. Januar 2022) im Département Ariège in der Region Okzitanien. Sie gehört zum Kanton Sabarthès und zum Arrondissement Foix. 
Sie grenzt im Nordwesten an Arignac, im Nordosten an Mercus-Garrabet, im Südosten an Arnave und im Südwesten an Tarascon-sur-Ariège.

## Bevölkerungsentwicklung
| Jahr      | 1962 | 1968 | 1975 | 1982 | 1990 | 1999 | 2008 | 2019 |
| --------- | ---- | ---- | ---- | ---- | ---- | ---- | ---- | ---- |
| Einwohner | 126  | 159  | 155  | 145  | 214  | 198  | 203  | 192  |